# Duarte, Mexiko
Duarte är en ort i Mexiko.   Den ligger i kommunen León och delstaten Guanajuato, i den centrala delen av landet, 300 km nordväst om huvudstaden Mexico City. Duarte ligger 1 882 meter över havet och antalet invånare är 5 969.
Terrängen runt Duarte är platt åt sydväst, men åt nordost är den kuperad. Runt Duarte är det tätbefolkat, med 442 invånare per kvadratkilometer. Närmaste större samhälle är León de los Aldama, 16,2 km väster om Duarte. Trakten runt Duarte består till största delen av jordbruksmark.